# تب مداوم

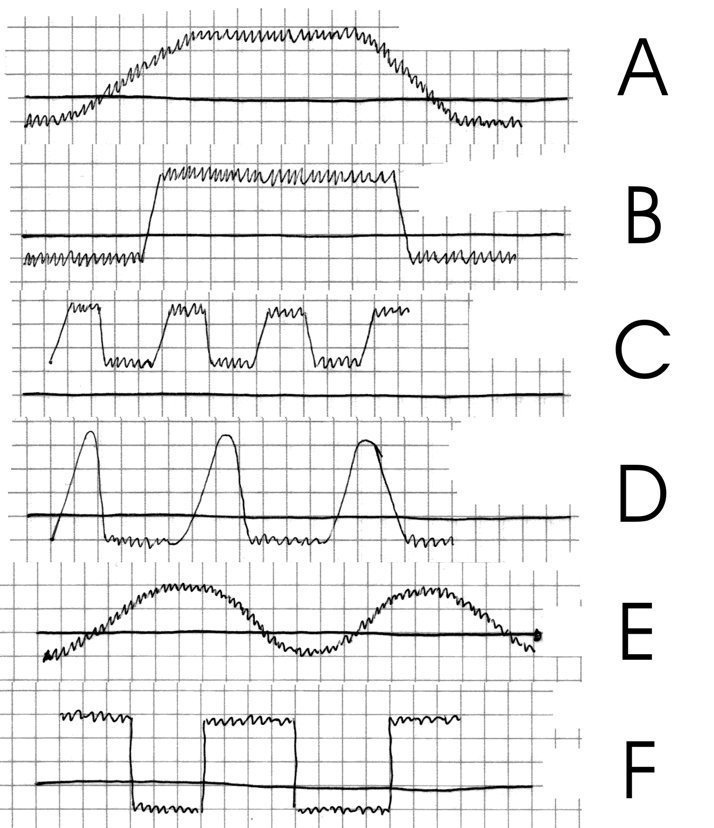
الگوهای روزانهٔ اندازه‌گیری‌شدهٔ تب A) تب مداوم (Continuous fever) B) تب زمانی با افزایش و کاهش سریع C) تب برگشتی (Remittent fever) D) تب متناوب (Intermittent fever) E) تب موجی یا سینوسی (Undulant fever) F) تب عودکننده (راجعه) (Relapsing fever)

تب مداوم گونه یا الگویی از تب است که در آن دما به سطح طبیعی نمی‌رسد و در طول روز، بالاتر از حد نرمال باقی می‌ماند. در تب مداوم، تغییر بین حداکثر و حداقل دمای بدن در ۲۴ ساعت، کمتر از ۱ درجهٔ سانتیگراد (۱٫۵ درجهٔ فارنهایت) است. تب مداوم معمولاً به‌دلیل برخی بیماری‌های عفونی رخ می‌دهد. تشخیص تب مداوم معمولاً بر اساس علائم و نشانه‌های بالینی است، اما از برخی آزمایش‌های بیولوژیکی، پرتو ایکس قفسهٔ سینه و سی‌تی اسکن نیز استفاده می‌شود. تب حصبه نمونه‌ای از تب مداوم است.

## مثال‌ها
تب مداوم در بیماری‌های زیر ظاهر می‌شود.
- تب حصبه
- بیماری‌های قارچی.

## مدیریت
مدیریت معمولاً علامتی است. داروهای تب‌بُر مانند ایبوپروفن و استامینوفن برای کاهش دمای بدن و بدن‌درد استفاده می‌شود. آنتی‌بیوتیک‌ها نیز برای درمان بیماری‌های عفونی توصیه می‌شود. آنتی‌بیوتیک‌های مورد استفاده در درمان بیماری‌های عفونی شامل کلرامفنیکل، سفوتاکسیم، سیپروفلوکساسین، جنتامایسین و آمیکاسین است.